# Steve DeBerg
Steven Leroy DeBerg (Oakland, 19 gennaio 1954) è un ex giocatore di football americano statunitense che ha giocato nel ruolo di quarterback nella National Football League (NFL). Al college giocò a football alla San José State University.

## Carriera professionistica
DeBerg fu scelto nel corso del decimo giro (275º assoluto) del Draft NFL 1977 dai San Francisco 49ers. Nel 1979 giunse come capo-allenatore Bill Walsh e in quella stagione e nella successiva Steve stabilì diversi primati di franchigia per passaggi tentati e completati. Tuttavia, quando Walsh scelse nel draft Joe Montana da Notre Dame, DeBerg fu relegato nel ruolo di riserva. Simili eventi si ripeterono ancora e ancora nel decennio successivo: con i Denver Broncos si trovò ad essere la riserva del neoarrivato John Elway e coi Tampa Bay Buccaneers si trovò chiuso dai giovani Steve Young e Vinny Testaverde.
DeBerg passò oltre 34.000 yard in carriera e, al 2013, è classificato tra i primi venti della storia per passaggi tentati, completati e yard passate. Le sue annate migliori furono tra le file dei Kansas City Chiefs, guidandoli due volte ai playoff. La sua migliore stagione a livello statistico fu quella del 1990 in cui terminò con un passer rating di 96,3, 23 touchdown e soli quattro intercetti, di cui tre subiti in una sola gara. Spesso considerato uno dei migliori passatori durante la sua carriera, lo stesso Peyton Manning ha ammesso di avere studiato dai filmati di DeBerg per migliorare il proprio gioco.
DeBerg si ritirò dopo la stagione 1993 ma fece ritorno nella NFL brevemente nel 1998,all'età di 44 anni, come riserva negli Atlanta Falcons. Il 25 ottobre, con Chris Chandler impossibilitato a scendere in campo, Steve divenne il più vecchio quarterback della storia a partire come titolare, guidando alla vittoria la sua squadra contro i New York Jets. DeBerg divenne anche il più anziano giocatore a fare parte del roster di una squadra qualificata per il Super Bowl, all'età di 45 anni e 12 giorni, quando i Falcons apparvero nel Super Bowl XXXIII, anche se non scese in campo.

## Palmarès
- National Football Conference Championship: 1

Atlanta Falcons: 1998

## Statistiche
| Yard passate      | 34.241 |
| Touchdown         | 196    |
| Intercetti subiti | 204    |
| Passer rating     | 74,2   |